# William Williams (métallurgiste)
Pour les articles homonymes, voir William Williams et Williams.
William M. Williams (25 février 1927-28 janvier 2011) est un ingénieur métallurgique et professeur de l'Université McGill de Montréal au Canada.

## Biographie

### Éducation
Né à Tonypandy dans le Pays de Galles, Williams est le fils d'un mineur de charbon. En 1944, il remporte une bourse d'études pour étudier à l'université de Bristol où il complète une baccalauréat en 1948 et, plus tard, une maîtrise en science et physique. En travaillant sur son mémoire de maîtrise, il étudie la micro-radiographie à l'université de Chicago sous la supervision de Cyril Stanley Smith. Au même moment, il décroche un emploi de métallurgiste pour la Revere Copper Company (en) à Rome dans l'État de New York. En 1960, il termine son doctorat à l'Université de Toronto.

### Carrière
Commençant une carrière d'enseignant à l'Université McGill en 1960, il est par la suite choisi afin de devenir président du Département de mine et métallurgie en 1966. Au poste de président, il contribue à l'expansion du département à un moment où seules six universités canadiennes offrent une telle formation en génie et celle de McGill étant la plus vieille. Son mandat permet l'ajout de sept nouveaux postes de professeurs relié principalement aux recherches sur la métallurgie extractive (hydro et pyro), sur les procédés et la physique minéralurgiques. Des liens sont également fait et renforcés entre l'université et les entreprises privées. Tout au long de sa carrière, Williams conduit des recherches sur plusieurs sujets entre autres des études ésotériques sur la forme des grains et aux aspects pratiques de la fontes résistants à l'abrasion pour la fragmentation d'un solide. Williams conserve la présidence du département jusqu'en 1980 et prend sa retraite de l'enseignement en 1992. De 1972 à 1973, il est président de la société métallurgique du Canadian Institute of Mining, Metallurgy and Petroleum (en) (CIM).
En titre de spécialiste, Williams est amené à enquêter sur plusieurs évènements et tragédies dont l'explosion de LaSalle Heights à LaSalle (Montréal) en 1965, sur l'accident ferroviaire de Mississauga et sur l'écrassement du vol Québecair 255 à Québec en 1979. De 1990 à 2000, il est consultant métallurgique pour Via Rail Canada. Williams sert également comme expert judiciaire dans plus de 40 affaires judiciaires au Canada et aux États-Unis. Il est nommé à deux reprises Judge's Expert auprès des juges James K. Hugessen (en) et Antonio Lamer.

## Publications
- "A Study of Grain Shape", Journal of Metals, juillet 1952, 775.
- "Stereoscopic Microradiography", Metallurgia, 63, 95, 1961.
- "Careers in the Canadian Minerals Industry", Northern Miner, décembre 1980.
- “An Historical Sketch of the Canadian Steel Industry.” dans All That Glitters: Readings in Historical Metallurgy, publié par y Michael L. Wayman, 143-146. Montréal: Canadian Institute of Mining, Metallurgy and Petroleum (en), 1989
- "Observations on an Old Broad Axe - An Example of Steeling", Bulletin of the Canadian Institute of Mining and Metallurgy, Vol. 83, No. 934, pp. 93–95, janvier 1990.

## Brevets
- "Alloy White Cast Iron", brevet américain 3623922, novembre 10, 1971.
- "Annealing Process Control Method and Apparatus", brevet américain 4595427, juin 17, 1986.
- "Annealing Process Control Method and Apparatus", brevet canadien 1,225,522, 18 août 1987.